# Музей провинции Хубэй
Музей провинции Хубэй (кит. 湖北省博物馆) — один из крупнейших и наиболее известных краеведческих музеев Китая. Он расположен в городе Ухань на западном берегу озера Дунху и хранит большое количество исторических и культурных экспонатов национального значения.
Музей разделён на три части: выставочный зал Колокольного перезвона, выставочный зал культуры Чу и выставочно-экспозиционное здание, которое в настоящее время находится на стадии строительства.
В выставочном зале Колокольного перезвона расположена экспозиция «Гробница князя Цзэн», в которой представлена коллекция реликвий, раскопанных на могиле хоу (князя) И, правителя небольшого княжества Цзэн, найденной зимой 1977 года в провинции Хубэй солдатами Народно-освободительной армии Китая. Здесь представлены хорошо сохранившиеся бамбуковые свитки, урна из драгоценного металла, искусно украшенная резьбой.
В музее хранится меч Гоуцзяня, который внесён в список китайских культурных реликвий, запрещённых к экспонированию за границей.